# Jacksonia furcellata
Jacksonia furcellata är en ärtväxtart som först beskrevs av Aimé Bonpland, och fick sitt nu gällande namn av Dc. Jacksonia furcellata ingår i släktet Jacksonia och familjen ärtväxter. Inga underarter finns listade i Catalogue of Life.

## Bildgalleri

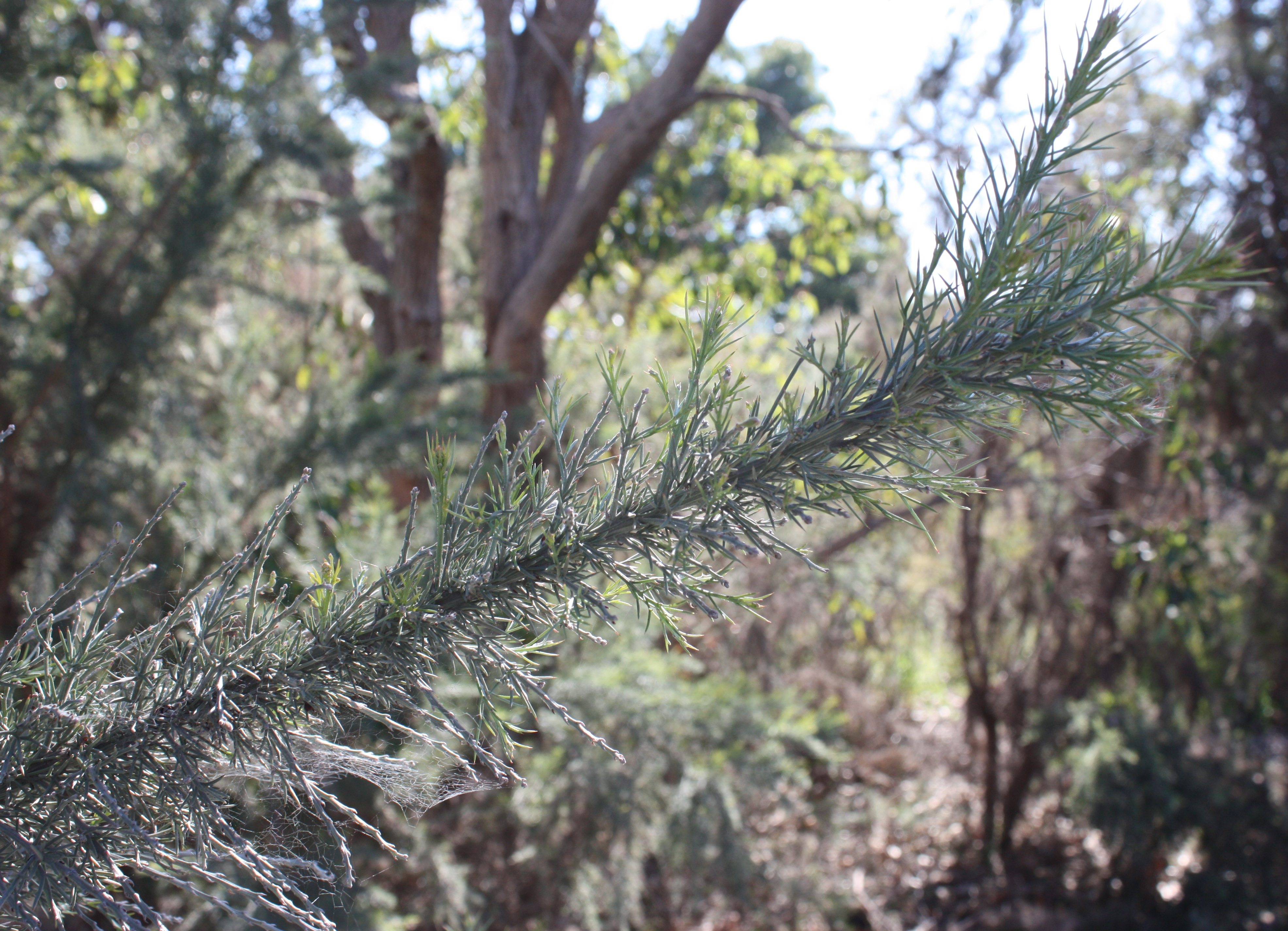